# Serie A1 2011 (canoa polo maschile)
La serie A1 2011 è stata la seconda divisione del 19º Campionato italiano maschile di canoa polo dall'introduzione del regolamento ICF.

## Girone 1

### Composizione squadre
| Club                         | Città                 |
| ---------------------------- | --------------------- |
| Canoa Club Bologna           | Anzola dell'Emilia    |
| ARCI Borgata Marinara Lerici | Lerici                |
| Gruppo Canoe Polesine        | Rovigo                |
| Canoa San Giorgio            | San Giorgio di Nogaro |
| Canoa Kayak Cervia           | Cervia                |
| Canoa Club Genova            | Genova                |
| Canoa Club Cagliari          | Cagliari              |
| Team Kayak Sardegna          | Cagliari              |
| Società Canottieri Ichnusa B | Cagliari              |
| Canoa San Miniato            | San Miniato           |

### Classifica
|  |     | Classifica 2011       | Pti | G  | V  | N | P  | GF  | GS | DR  |
|  | --- | --------------------- | --- | -- | -- | - | -- | --- | -- | --- |
|  | 1.  | Canoa San Miniato     | 44  | 18 | 14 | 2 | 2  | 73  | 42 | 31  |
|  | 2.  | ARCI BM Lerici        | 43  | 18 | 14 | 1 | 3  | 91  | 51 | 40  |
|  | 3.  | Canoa Club Bologna    | 42  | 18 | 14 | 0 | 4  | 103 | 50 | 53  |
|  | 4.  | Gruppo Canoe Polesine | 38  | 18 | 12 | 2 | 4  | 70  | 49 | 21  |
|  | 5.  | Canoa Club Cagliari   | 28  | 18 | 8  | 3 | 6  | 77  | 69 | 8   |
|  | 6.  | Canoa San Giorgio     | 27  | 18 | 9  | 0 | 9  | 82  | 76 | 6   |
|  | 7.  | CK Cervia             | 16  | 18 | 5  | 1 | 12 | 45  | 81 | -36 |
|  | 8.  | Team Kayak Sardegna   | 15  | 18 | 4  | 3 | 11 | 63  | 86 | -23 |
|  | 9.  | Canoa Club Genova     | 9   | 18 | 2  | 3 | 13 | 54  | 89 | -35 |
|  | 10. | SC Ichnusa B          | 0   | 18 | 0  | 0 | 18 | 31  | 95 | -64 |

## Girone 2
| Club                                        | Città                |
| ------------------------------------------- | -------------------- |
| Canoa Club Napoli                           | Bacoli               |
| Circolo Nautico Posillipo B                 | Napoli               |
| Circolo Canottieri Antonio Offredi A.S.D. B | Amalfi               |
| Gruppo Canoe Roma                           | Roma                 |
| UCK Bari                                    | Bari/Castel Gandolfo |
| Jomar Club Catania                          | Catania              |
| Lega Navale Italiana Ancona                 | Ancona               |
| Canottieri Pisa                             | Pisa                 |
| Lega Navale Italiana Taranto                | Taranto              |
| Sport Club Ognina                           | Catania              |
| Canoa Polo Ortigia                          | Siracusa             |

### Classifica
|  |     | Classifica 2011      | Pti | G  | V  | N | P  | GF  | GS  | DR  |
|  | --- | -------------------- | --- | -- | -- | - | -- | --- | --- | --- |
|  | 1.  | Canoa Polo Ortigia   | 52  | 20 | 17 | 1 | 3  | 130 | 42  | 88  |
|  | 2.  | Sport Club Ognina    | 50  | 20 | 16 | 2 | 2  | 83  | 42  | 41  |
|  | 3.  | Jomar Club           | 42  | 20 | 13 | 3 | 4  | 101 | 48  | 53  |
|  | 4.  | UCK Bari             | 41  | 20 | 13 | 2 | 5  | 91  | 48  | 43  |
|  | 5.  | Canottieri Pisa      | 29  | 20 | 9  | 2 | 9  | 66  | 76  | -10 |
|  | 6.  | Canoa Club Napoli    | 27  | 20 | 9  | 0 | 11 | 75  | 90  | -15 |
|  | 7.  | Gruppo Canoe Roma    | 23  | 20 | 7  | 2 | 11 | 89  | 91  | -2  |
|  | 8.  | LNI Ancona           | 23  | 20 | 7  | 2 | 11 | 68  | 70  | -2  |
|  | 9.  | CN Posillipo B       | 16  | 20 | 5  | 1 | 14 | 45  | 111 | -66 |
|  | 10. | CC Antonio Offredi B | 11  | 20 | 3  | 2 | 15 | 44  | 113 | -69 |
|  | 11. | LNI Taranto          | 9   | 20 | 3  | 0 | 17 | 55  | 127 | -72 |